# 超猎都市
《超猎都市》是一款免费的大逃杀游戏，由育碧蒙特利尔开发，由育碧出版。该游戏以其与影片游戏直播流媒体的集成而著称，这使得Twitch上的观看者可以影响比赛的结果。游戏于2020年8月11日推出；同年10月，育碧宣布游戏未达到预期，将重新设计游戏的系统和玩法；2022年1月，育碧宣布游戏将在90天后关闭服务器，同年4月28日游戏正式关闭。

## 背景设定
游戏背景设定在2054年的新阿卡迪亚（Neo-Arcadia），是Prisma Dimensions公司创建的元界的一部分。在这一元界中，玩家之间相互战斗，这种战斗被称为“皇冠疾战”。该玩法类似于头号玩家中的The Oasis。

## 游戏玩法
游戏的主要元素与其他大逃杀类型的游戏相同。在该游戏中，最多有99位玩家降落到同一张地图上，地图会随时间逐渐缩小，过程中玩家淘汰其他玩家以取得最终的胜利。但是，本游戏与其他大逃杀游戏的不同之处在于，一旦进入最后阶段，场中将出现一个王冠，任何能够保持王冠45秒的玩家将会自动成为获胜者。或者，当仅剩一个玩家或团队存活时，游戏也将结束。
在游戏过程中，玩家可以找到武器以及称为“骇客技能”的特殊能力，例如让玩家变身成一个巨大的球（可以弹跳），或者隐身的技能。玩家同时能拥有两种武器或骇客技能，骇客技能可以在一轮游戏中更换。
当玩家被杀死时，他们将成为“回声”。尽管“回声”不能杀死任何对手，但他们仍可以侦察战场并提醒团队中的其他成员危险区域。当一个敌人被杀死时，他们会掉落一个复活积分，可以用于复活自己的队友。
在整个比赛中，AI主机可以修改游戏世界的模式，包括在游戏小地图上显示每个敌人的位置、为武器提供无限弹药、或打开低重力模式。在Twitch上观看游戏的观众可以投票决定AI将打开哪些修改模式。